# Catulus
Catulus is een cognomen dat "welp" of "jong dier" betekent. Het cognomen werd veelvuldig gebruikt door de Gens Lutatia.
Bekende dragers van dit cognomen zijn:
- Quintus Lutatius Catulus (consul in 102 v.Chr.), Romeins generaal en consul;
- Quintus Lutatius Catulus (consul in 78 v.Chr.), zoon van de vorige en ook consul.

Hoewel het cognomen van de beroemde dichter Gaius Valerius Catullus sterk lijkt op de naam Catulus, wijkt de etymologische achtergrond af: Catullus lijkt eerder een afgeleide van Cato.